# Элонгация (астрономия)

Диаграмма показывает различные возможные элонгации (ε), каждая из которых представляет собой угловое расстояние между планетой и Солнцем с точки зрения земного наблюдателя. Угол ε проводится между двумя прямыми, одна из которых идёт от Земли к Солнцу, а вторая — от Земли к планете. На круговых орбитах для планет, расположенных ближе к Солнцу, угол всегда меньше 90°; для внешних планет угол может варьироваться от 0° до 180°.

Элонга́ция (позднелат. elongatio от elongo «удаляюсь») — астрономический термин, означающий такое положение спутника в ходе его орбитального витка вокруг большего небесного тела, которое для наблюдателя с более высокой орбиты выглядит как удаление спутника на наибольшее угловое расстояние. Чаще всего говорят об элонгации нижних планет, вращающихся вокруг Солнца, при их наблюдении с Земли.
Термин имеет несколько значений:
- Элонгация планеты — разность эклиптических долгот планеты и Солнца[1][2]. Аналогично определяется элонгация Луны[3]. Иногда элонгацию определяют как угловое расстояние между планетой и Солнцем, что не совсем точно (отличается от предыдущего определения, если плоскость орбиты планеты не совпадает с эклиптикой).

- Элонгация — одна из конфигураций планет: положение планеты, при котором её угловое расстояние от Солнца максимально с точки зрения земного наблюдателя. Различают восточную и западную элонгацию: планета находится, соответственно, к востоку и к западу от Солнца, и недолго доступна для наблюдения либо сразу после заката, либо непосредственно перед восходом. Об элонгации имеет смысл говорить только для Венеры и Меркурия; наилучшие условия для наблюдения этих планет наступают именно вблизи элонгаций. Из-за того, что орбиты планет не вполне круговые, угловое расстояние от Солнца в момент элонгации может быть разным, для Меркурия — от 18° до 28°, для Венеры — около 48°[4].

Например, наблюдаемая с Земли Венера колеблется относительно Солнца с циклом в 584 дня следующим образом: оказывается то с западной стороны света относительно Солнца (где, соответственно, наибольшее отдаление светил друг от друга называется «западная элонгация»), то с восточной стороны света относительно Солнца (где, соответственно, наибольшее отдаление  светил друг от друга называется «восточная элонгация»). Подобное движение планет относительно Солнца (той же Венеры или Меркурия) от восточной элонгации к западной считается «попятным» (ретроградным), а от западной элонгации к восточной — обычным («директным») движением, однонаправленным с видимым годовым движением самого Солнца с запада на восток по умозрительному кругу зодиакальных созвездий на умозрительной «небесной сфере». Причём из-за разной орбитальной динамики для земного наблюдателя Венера дольше остается «утренней звездой» (после западной элонгации), чем «вечерней» (после восточной).
По мере усложнения астрономических представлений подобные наибольшие отдаления стали определяться для всех «блуждающих звёзд» на «небесной сфере», т. е. и с более низкой орбиты наблюдателя с Земли — для верхних планет.